# Ratskeller zu Lübeck

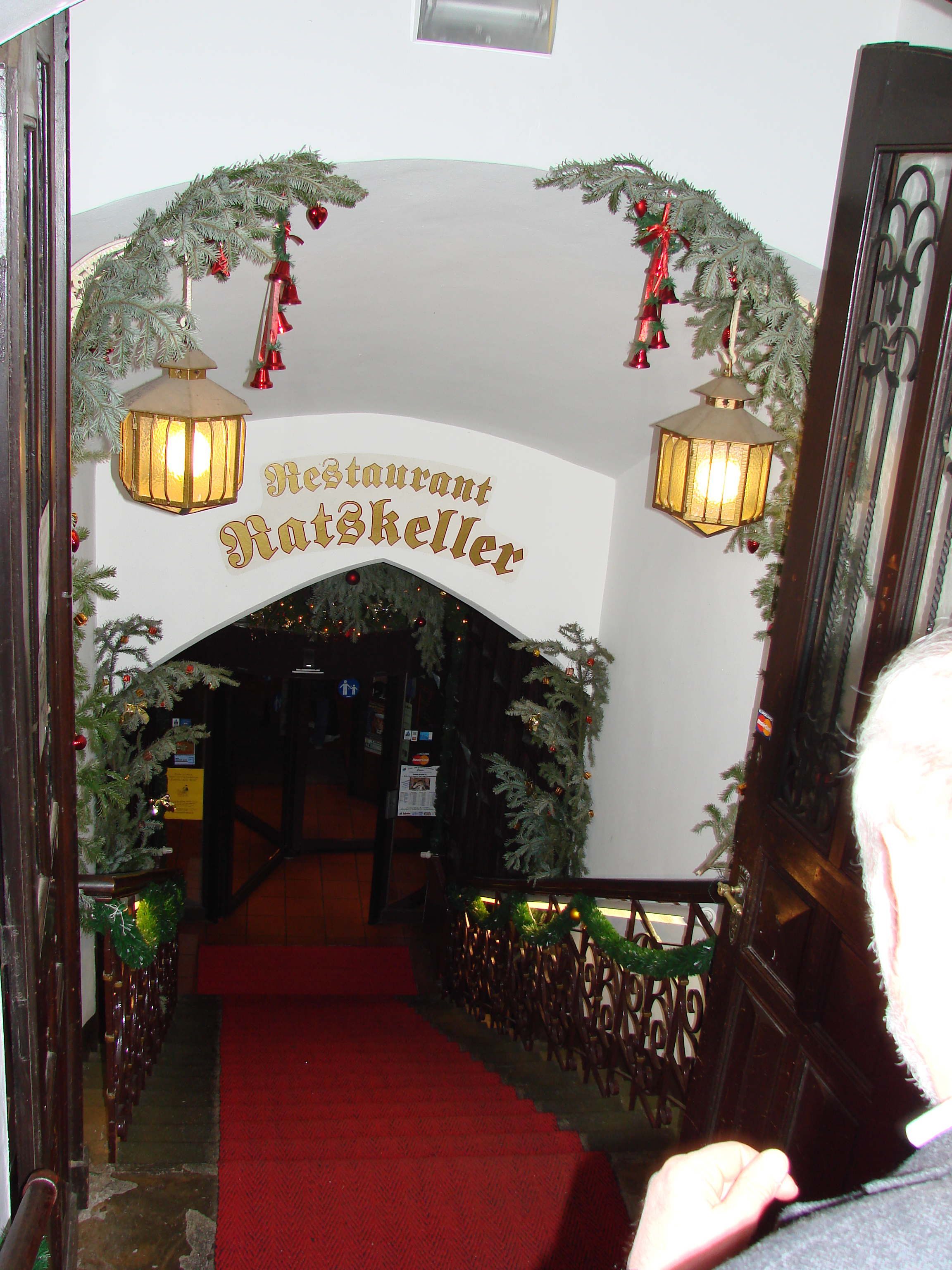
Ratskeller zu Lübeck

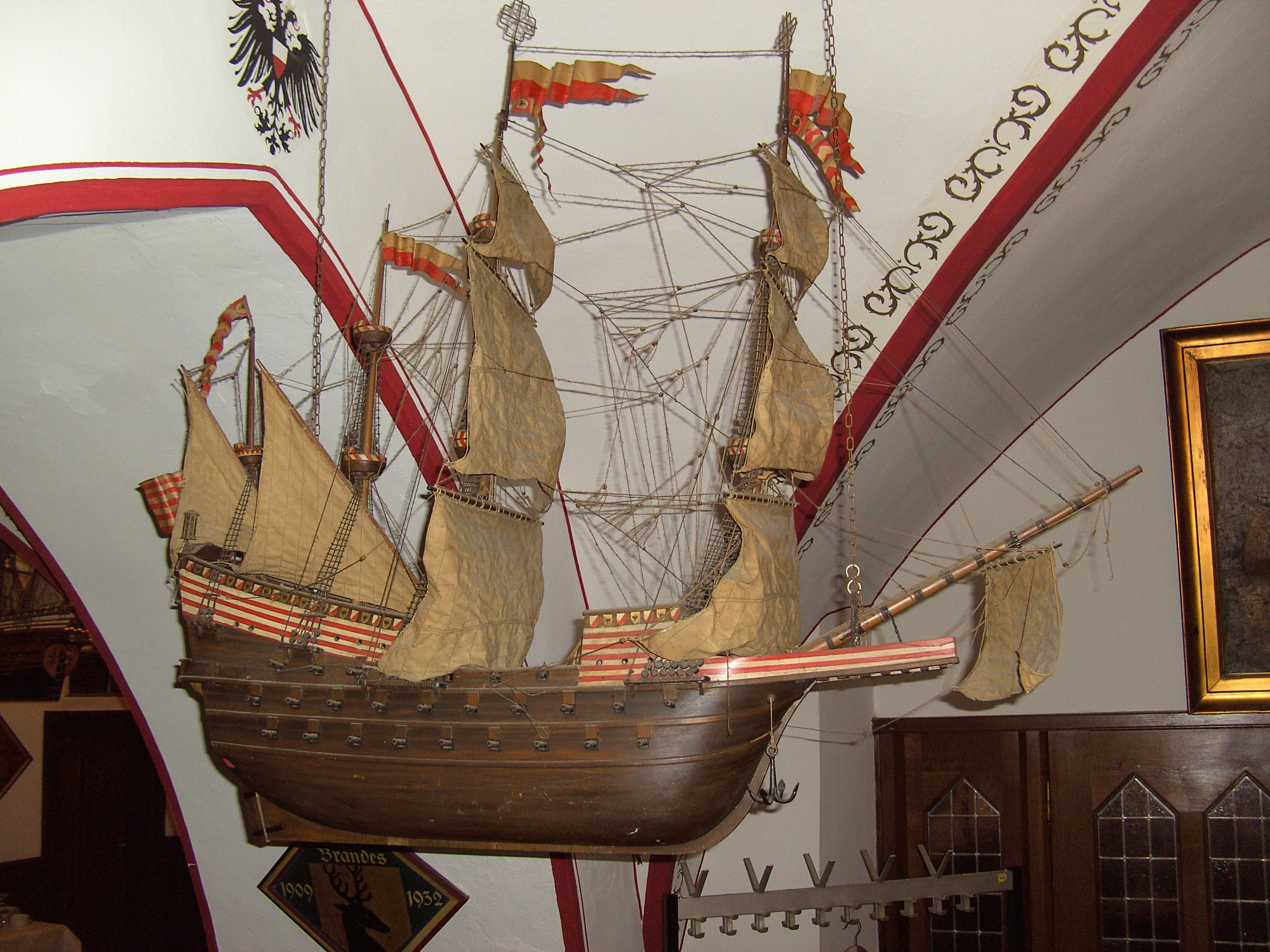
Modell der Adler von Lübeck

Der Ratskeller zu Lübeck in den Gewölben des Untergeschosses des Lübecker Rathauses ist einer der ältesten Ratskeller in Norddeutschland.

## Geschichte
Der Ratskeller nutzt in Teilen die ältesten Gewölbekeller des Lübecker Rathauses, den noch aus romanischer Zeit stammenden Hansesaal, der gleich rechts liegt, wenn man den Ratskeller durch den Haupteingang von der Marktseite aus über die lange Treppe hinab betritt. Die weiteren Räumlichkeiten entstammen der Gotik und wurden im Zuge der Erweiterungsbauten am Rathaus geschaffen. 
Die Weinlagerung im Lübecker Ratskeller ist bereits für das Jahr 1220 belegt. Schon im Mittelalter unterstand Eines Ehrbaren Rates Keller unter besonderer Verwaltung durch den Rat der Hansestadt. Jeweils zwei Ratsherren, die Winmestere (Weinmeister) waren, seit 1298 urkundlich belegt, mit der Aufsicht über den Ratskeller betraut. Ihnen zur Seite standen mehrere Beamte unter Führung eines Hauptmanns (der Herren Schenke). In der Frühzeit des Lübecker Weinhandels wurde hier jeglicher Wein, der in Lübeck gehandelt wurde gelagert, verkostet und taxiert. Gleichzeitig war der Ratsweinkeller einer der gesellschaftlichen Mittelpunkt der Stadt. Neben Repräsentationsverkostungen des Rates fanden hier Feiern der Zirkelgesellschaft und der Kaufleutekorporationen genauso wie die Familienfeiern des städtischen Patriziats statt. 

Unter dem Langhaus des Rathauses liegt der Germanistenkeller, benannt nach dem Germanistentag 1847 in Lübeck, dessen Schlussbankett hier abgehalten wurde. Links vom Eingang befindet sich das Admiralszimmer mit den Wappen und Schiffen der Lübecker Flottenführer seit dem Mittelalter. Der große Eichentisch im Admiralzimmer wurde aus einer Eichenplanke des letzten Lübecker Admiralschiffes Adler von Lübeck erstellt. 

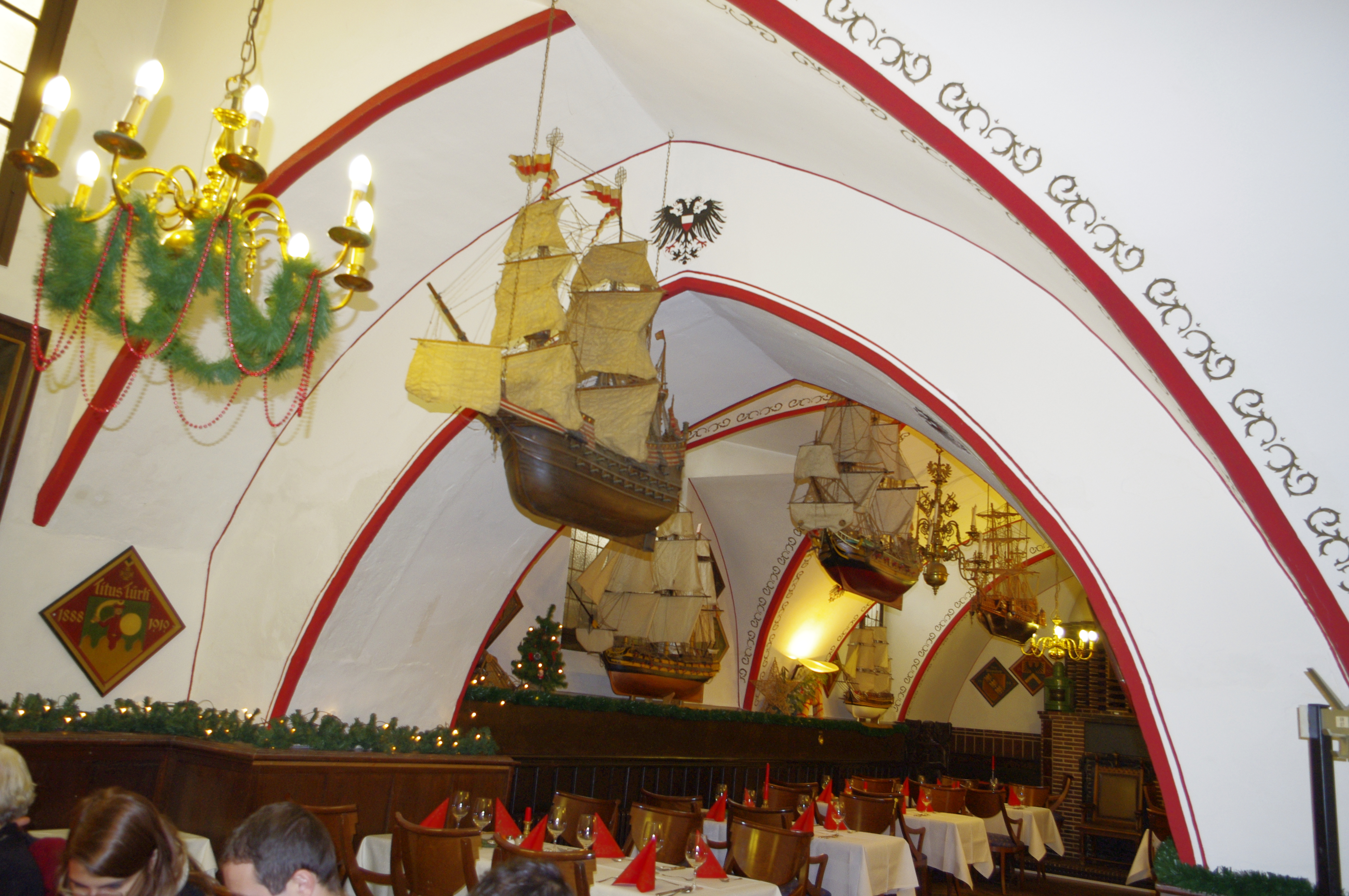
Admiralszimmer im Ratskeller

Die Winmestere hielten ihr Gericht im Herrengemach ab, das heute Brautgemach genannt wird. Der Kamin dort wurde 1575 von der ratssässigen Patrizierfamilie Stiten gestiftet. Sein niederdeutscher Sinnspruch führte zur Namensänderung: mennig man lude singet, wenn men em de brut bringet; weßte he, wat man em brochte, dat he wol wenen mochte. Weitere Räumlichkeiten sind heute nach den früheren Weinfässern Lilie und Rose benannt.
Ab 1666 wurde der Ratskeller verpachtet. Der erste Pächter Daniel Jacobi hatte eine Pacht von 5000 Mark Lübisch im Jahr zu erbringen. Ihm folgten noch drei weitere Pächter, bis der Rat der Stadt 1704 den Ratskeller wieder seine unmittelbare Verwaltung übernahm und die Führung einem angestellten Ratskellermeister übertrug. Im Zuge der Lübecker Franzosenzeit wurde der gesamte Weinbestand auf Druck der Besatzung 1812 versteigert und führte zu einem Erlös von 300.000,- Mark. Unter den versteigerten Weinen waren zum Teil auch sehr alte Jahrgänge aus den Jahren 1660 und 1686. Die Neuverpachtung des Ratskellers an den letzten Ratskellermeister Johann Conrad Deuerlein erbrachte nach entsprechender vorheriger Ausschreibung aufgrund der Verarmung von Stadt und Bevölkerung nur eines Jahrespacht von 55 Mark. Eine grundlegende Erneuerung des Ratskellers konnte so erst 1875 mit dem Umbau zum Restaurant durchgeführt werden.
Auf Willibald Leo von Lütgendorff-Leinburg aufmerksam geworden, lud ihn der Stadtbaudirektor Adolf Schwiening 1889 nach Lübeck  ein, um das Admiralszimmer im Ratskeller auszumalen. 
Der vom Landsknecht unter das Fass gelegte Mönch und die Landsknechte mit ihrem lustigen lübschen Sange: „Söben El Bottermilk, / Tein El Klümp, / Und wenn de Schor besapen sünd, / Denn danzt we up de Strümp.“ All die weinseligen drolligen Figuren, sie gemahnten an Eduard von Grützners Gestalten, waren echt lübschen Charakters. Vor allem aber war es der imponierende Aufbau der Germania vor dem Rathausgiebel und der Riesenstammbaum der Lübischen Admiräle, der den Bildern den großen Zug gab.

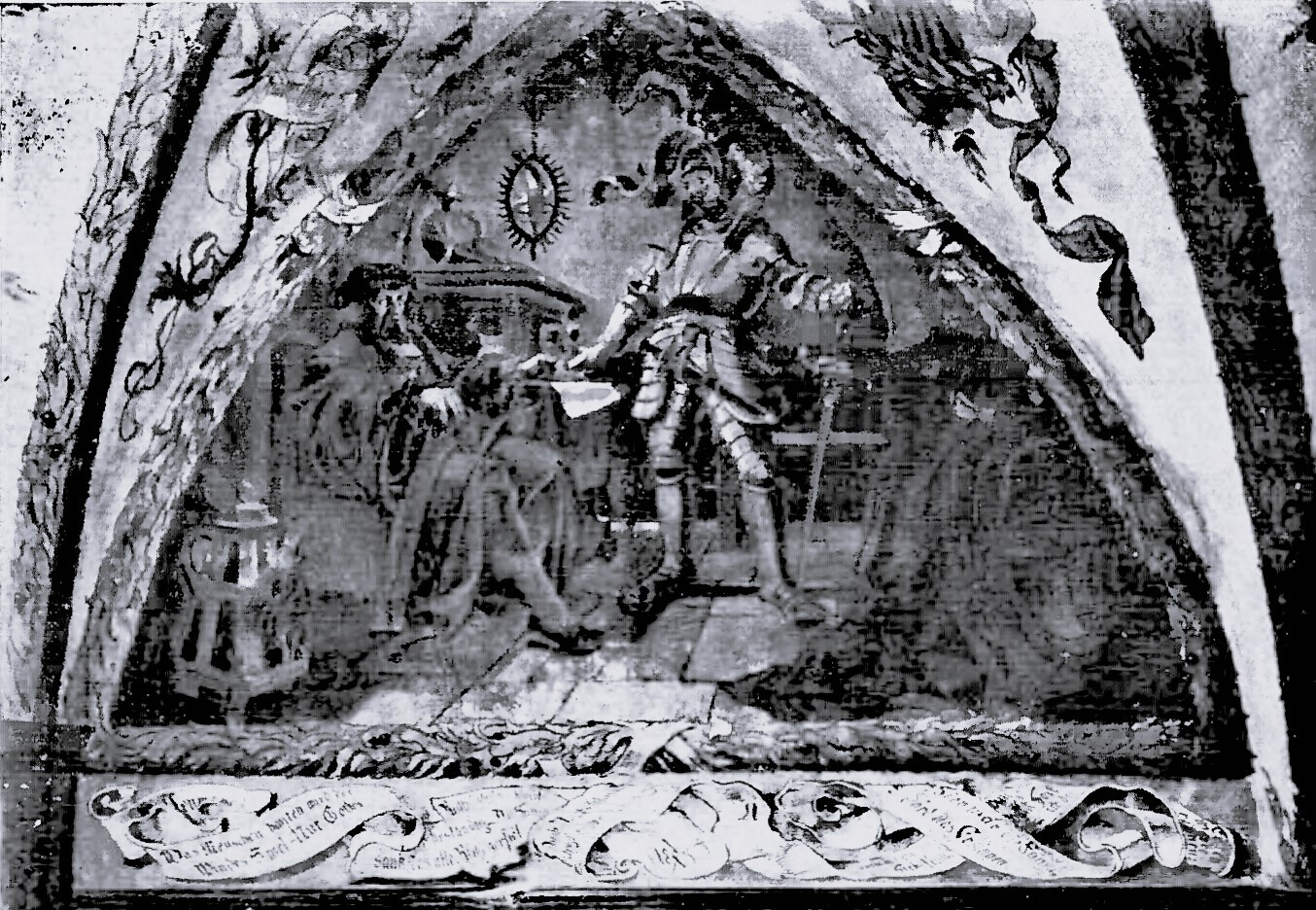
Wullenwever und Meyer in der „Septembernacht“

1890 erfolgte die Ausmalung des Rose genannten Raumes. Bei der Illustrierung ließ sich Lütgendorff von Emanuel Geibels Kneiplied Lob der edlen Musika (Ein lust’ger Musikante) inspirieren.
Die nebenstehende Abbildung zeigt Jürgen Wullenwever und Marx Meyer in der Geibelschen „Septembernacht“. Bei der Renovierung 1935 wurde der Ratskeller jedoch weiß übertüncht.

## Literarisches
- Emanuel Geibel verewigte die Rose in seinem Gedicht Septembernacht in den Juniusliedern.